# Prince’s Island Park

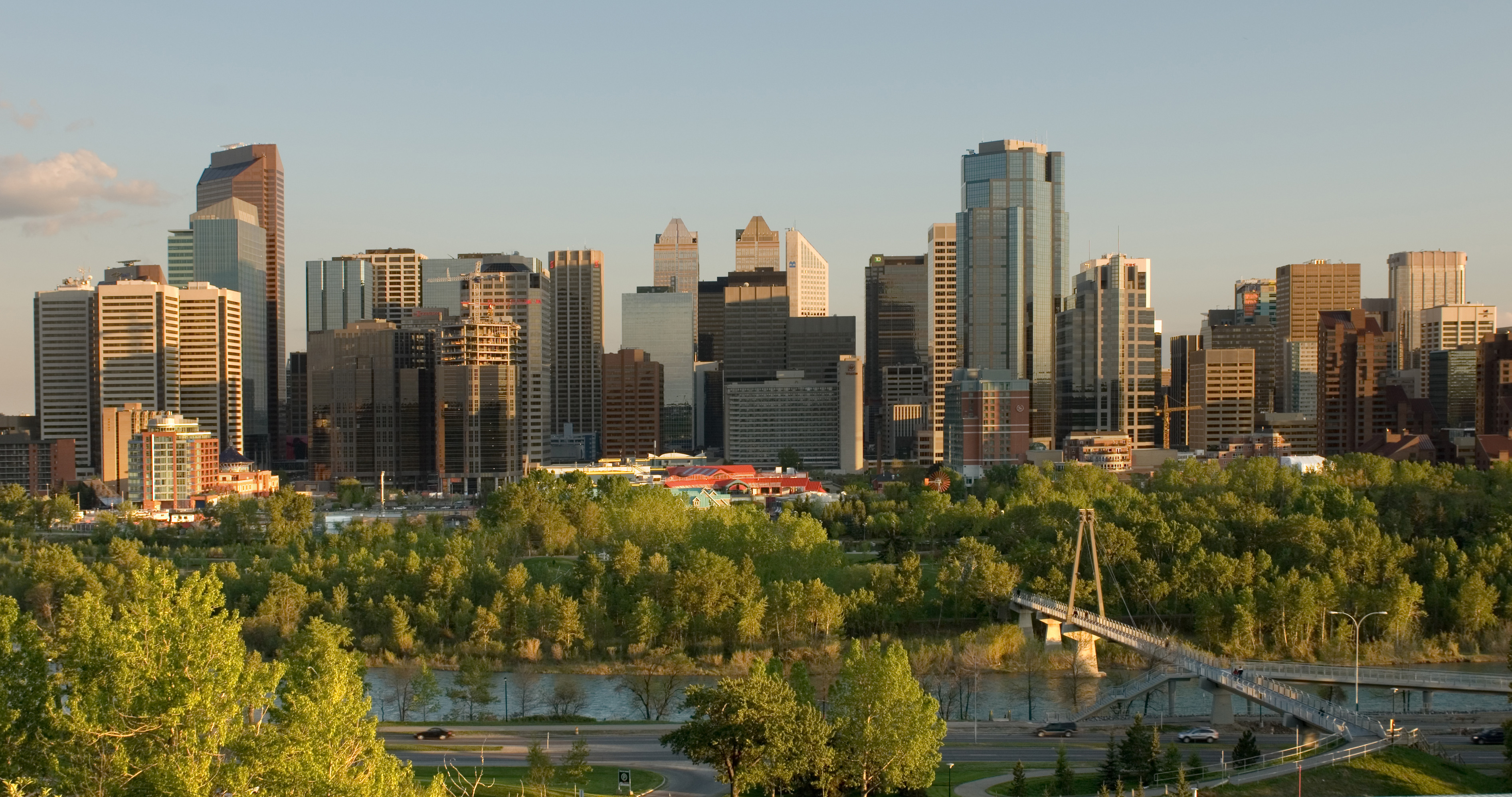
Prince’s Island Park und Skyline von Calgary

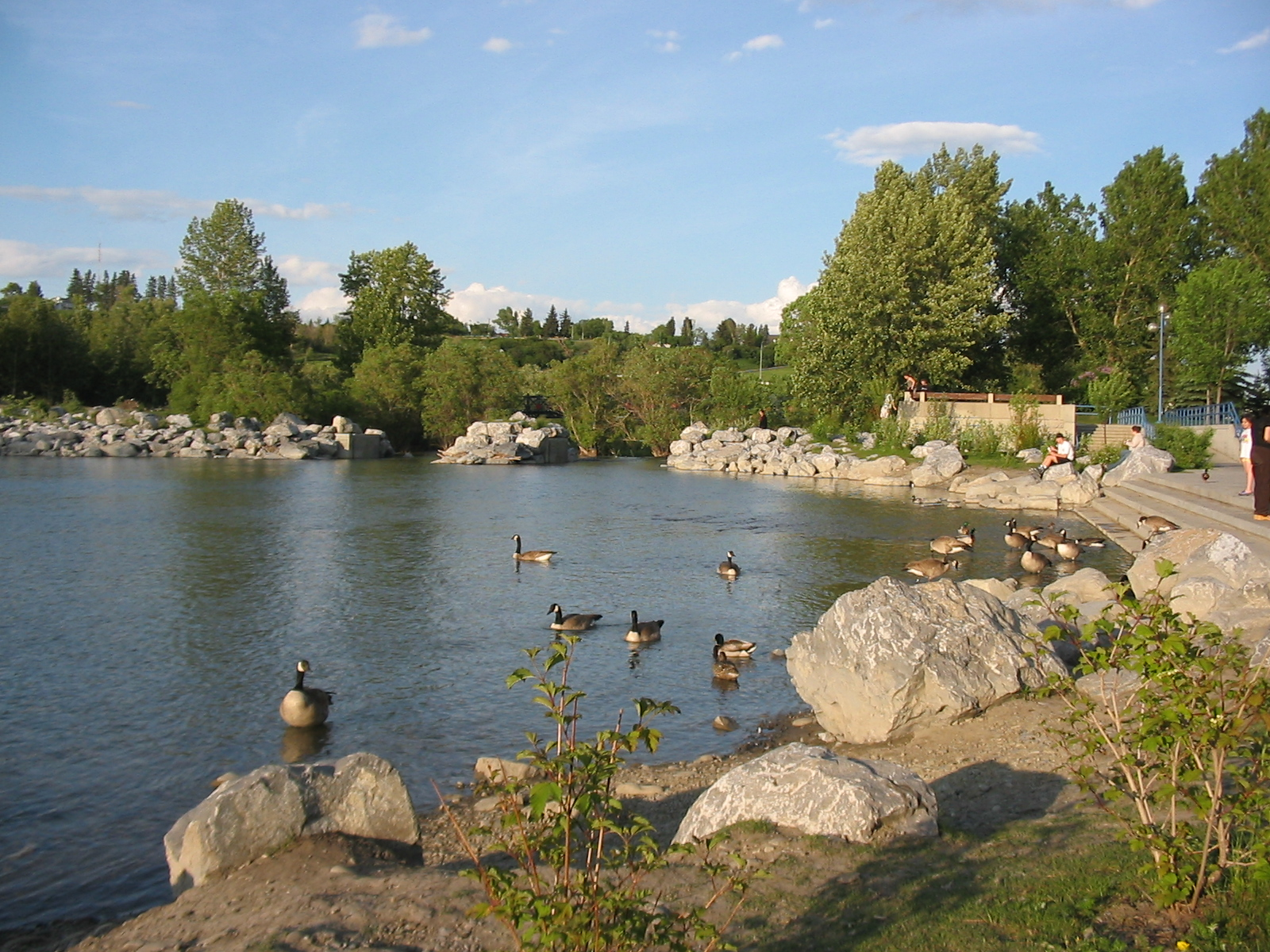
Prince’s Island Park

Prince’s Island Park ist ein Freizeit- und Erholungspark nördlich der Innenstadt von Calgary in Alberta, Kanada. Der Park befindet sich auf einer Insel im Bow River.
Der Park wurde nach Peter Anthony Prince, dem Gründer von Eau Claire Lumber Mill benannt. Er wurde 1947 von der Prince-Familie angelegt. Der Park verfügt über eine Fläche von 20 Hektar und über mehrere Fußgängerbrücken, die direkt zur Innenstadt von Calgary führen. Er bietet neben Grünflächen und Parkanlagen Bänke und einen Blick auf die Skyline von Calgary. Im Park haben sich Kanadagänse und Stockenten angesiedelt.

## Veranstaltungen
Im Park finden jährlich mehrere freie Veranstaltungen statt:
- Calgary Folk Music Festival
- Shakespeare in the Park
- Carifest
- Canada Day
- Heritage Day
- Afrikadey
- Expo Latino
- Barbecue on the Bow